# Append
在计算机编程中，append是一些高级语言中用于连接链表或数组的操作。继LISP之后，其他以链表作为原始数据结构的高级语言也都采用了append。Haskell則使用++操作符来附加列表。OCaml使用@操作符来附加列表。